# Iván Gandía
Iván Gandía Rosa (San Juan, 14 settembre 1997) è un cestista portoricano.

## Carriera

### Nazionale
Con Porto Rico ha disputato i Giochi panamericani del 2019, conclusi al secondo posto finale.